# جمعية كارولاينا الشمالية العامة
جمعية كارولاينا الشمالية العامة (بالإنجليزية: North Carolina General Assembly) هي الهيئة التشريعية لكارولاينا الشمالية، تتكون من المجلس الأعلى مجلس شيوخ كارولاينا الشمالية
، والمجلس الأدنى مجلس نواب كارولينا الشمالية .